# Монтана (град)
Монтана је град у Републици Бугарској, у северозападном делу земље. Град је управно седиште Монтанске области.

## Географија
Град Монтана се налази у северозапдном делу Бугарске, близу границе са Србијом. Од престонице Софије град је удаљен око 90 km, а од српске границе 30 km.
Област Монтане налази се у северној подгорини западног дела планине Балкан. Град се сместио у котлини, која се на северу отвара ка Влашкој низији. Град је на реци Огости.
Клима у граду је измењено континентална.

## Историја
Монтана је првобитно био трачко насеље са сличним називом. У 1. веку п. н. е. ово подручје осваја стари Рим. Крајем антике град је био честа мета варвара.
Током првог дела средњег века област Монтане била је у саставу Византије. Од 9. века до 1450. године област је била у саставу средњовековне Бугарске, а затим је пала под власт Османлија.
Године 1878. град је постао део савремене бугарске државе. Тада је град који је носио назив Кутловица преименован у Фердинанд, по кнезу Фердинанду, првом владару модерне бугарске државе. Са доласком комуниста на власт град мења име у Михајловград, по активисти КП Бугарске који је погинуо у Другом светском рату. Данашњи назив носи од 1993. према римском утврђењу у близини..

## Становништво
По проценама из 2007. године град Монтана је имао око 49.000 ст. Већина градског становништва су етнички Бугари. Остатак су малобројни Роми. Последњих 20ак година град губи становништво због удаљености од главних токова развоја у земљи. Оживљавање привреде требало би зауставити негативни демографски тренд.
Претежна вероисповест становништва је православна.

## Партнерски градови
- Банска Бистрица
- Житомир
- Шмалкалден
- Пирот
- Salvatierra/Agurain
- Дзержински
- Касел
- Surakarta